# Jan Van den Eeden
Jan Van den Eeden, né à Gand le 26 décembre 1842 et mort à Mons le 4 avril 1917 est un compositeur, pianiste, chef d'orchestre et pédagogue belge.

## Biographie
Joannes Baptista (Jan) Van den Eeden, né à Gand le 26 décembre 1842, est le fils de Louis Van den Eeden, cordonnier, et de Virginie Vervalke. Il est le frère de Nicolas Van den Eeden, artiste peintre et directeur de l'Académie des Beaux-Arts de Namur.  
Il commence son éducation musicale au Conservatoire Royal de Gand. Ses professeurs sont Auguste Merlé (solfège et chant d'ensemble), Jean Andries (musique de chambre) et Maximilien Heyndericks (piano). Il enseigne lui-même très tôt tout en continuant ses études auprès de Charles Karle Miry (harmonie) et François-Joseph Fétis au Conservatoire Royal de Bruxelles (contrepoint et fugue). Il a travaille comme pianiste à l'orchestre de l'Opéra de Gand. Une de ses premières compositions, De wind (Le vent), est une cantate sur un texte d'Emmanuel Hiel, obtient un deuxième prix de composition musicale, prix dit "de Rome" en 1865. Une autre cantate envoyée plus tard (1867), Het woud (La forêt) sur un texte de Karel Versnaeyen n'a obtenu aucun prix. 
En 1869, enfin, il reçoit un premier prix avec sa cantate Fausts laatste nacht, (La dernière nuit de Faust) sur un texte de Gustave Lagye et Emanuel Hiel. Ce prix ainsi qu'une bourse lui permettent de voyager pendant quatre ans en Europe (France, Allemagne et Autriche). Il rencontre Richard Wagner, qui aura une grande influence sur son travail. De retour à Gand, il obtient une certaine notoriété dans le monde musical. Il devient professeur de musique et directeur de la Fédération pour la promotion de l'art national, département de Gand. 
En 1878, il est nommé directeur du Conservatoire royal de Mons en succédant à Gustave Huberti. Il y enseigne le contrepoint, l'harmonie, le chant d'ensemble, la musique de chambre et l'esthétique. Comme beaucoup de ses contemporains, il est sous l'influence de Peter Benoit, le personnage central de la vie musicale de la Flandre.

## Œuvres principales
- Des cantates : Le vent, La forêt, La dernière nuit de Faust, Grisar (Pour l'inauguration d'une statue d'Albert Grisar)
- Scherzo symphonique
- Marches des esclaves
- La lutte au XIVe siècle
- Les couronnes (pour chœur)
- Chansons folkloriques patriotiques
- Rhena (opéra en quatre actes sur un livret de Michiel Carré. Première à Rotterdam en 1927 avec Liesbeth Poolman-Meisser.
- Numance, drame lyrique en quatre actes sur texte de Michel Carré
- Oratorio Jacobijne de Bavière
- Un certain nombre de chansons hollandaises telles que De toekomst, Lentezang, ’t Land van de reus, etc.
- Le rêve, œuvre pour chœur double à huit voix pour les fêtes de Roland de Lassus à Mons en 1894
- 38 leçons de solfège et Solfège de perfectionnement